# Dioscorea cymosula
Dioscorea cymosula là một loài thực vật có hoa trong họ Dioscoreaceae. Loài này được Hemsl. mô tả khoa học đầu tiên năm 1884.